# Марио Балтаджиев
Марио Балтаджиев е български композитор.

## Биография
Роден е през 1971 г. в Ямбол в семейството на оперни певци. На 6-годишна възраст започва да свири на пиано. Твърди, че не е посещавал музикално училище, а обича да експериментира. Към 90-те години на XX век е член на групата „Алегро“, с която свири в клубове.
През 1998 г. започва работа като тонрежисьор и продуцент в радио FM+. Две години по-късно получава покана от Магърдич Халваджиян да работи по филма „Печалбата“, продукция на БНТ.
След успеха на филма той продължава работата си с Халваджиян, като композира музика за телевизионните предавания на Global Films.
През 2012 г., вече натрупал много опит в областта на рекламата, балета и киното, композира музиката за „Аладин“, мюзикъл, създаден в тандем с либретиста Иван Ангелов, който е поставен на сцената на Музикалния театър в София.
През 2015 г. Балтаджиев е продуцент на мюзикъла „Грозното пате“, представен на сцената на Модерния театър.
През 2019 г. е поканен от Красимир Ванков да твори музика за сериала All Inclusive. След това отново е поканен за следващия проект на Hidalgo Productions – „Братя“.
През 2020 г. директорът на радио „София“ Ива Дойчинова кани композитора за създаването на нови сигнали на програмата. След успешния старт на новия пакет сигнали в ефира на БНР е поканен от генералния директор на БНР, Андон Балтаков, за създаването на нов сигнал на Българското национално радио в духа на съвременните тенденции, както и нови сигнали за програма „Хоризонт“. Премиерата на новият сигнал е през януари 2021 г. и за първи път в историята на БНР е записан от симфоничния оркестър на БНР. Сигналът на програма „Христо Ботев“ също е изсвирен от симфоничния оркестър и стартира през месец юли същата година.
През 2022 г. работи и по петия сезон на хитовия сериал „Братя“.

## Творчество
| 1998 – 2000 | Радио FM+ – мелодии, реклами, сигнали                                                                    | тонрежисьор , продуцент             |
| 2000 – 2002 | „Часът на АРА“ – музикално радио шоу с водещ Тома Спространов                                            | тонрежисьор, продуцент              |
| 2003        | Радио FM+ – сигнали и мелодии Euro Hot 30 – музикална класация в ефира на радио FM+ с водещ Емил Кирилов | тонрежиьор, продуцент               |
| 2004 – 2005 | „М-тел Бокс“ – музикално радио шоу с водещ Мартен, Тони Георгиев в ефира на радио FM+                    | тонрежисьор, продуцент              |
| 2007 и 2009 | Радио „София“ – основен пакет сигнали                                                                    | композитор, изпълнител, тонрежисьор |
| 2018        | Програма „Христо Ботев“ – пакет сигнали в сутрешния блок                                                 | композитор, изпълнител, тонрежисьор |
| 2020        | Радио „София“ – основен пакет сигнали                                                                    | композитор, изпълнител, тонрежисьор |
| 2021        | Програма „Хоризонт“ – основен сигнал, пакет за новините и специализираните предавания                    | композитор, изпълнител, тонрежисьор |
| 2021        | Програма Христо Ботев – основен сигнал, пакет сигнали за сутрешния блок                                  | композитор, изпълнител, тонрежисьор |
| 2021        | Радио „България“ – основен пакет сигнали                                                                 | композитор, изпълнител, тонрежисьор |
| 2022        | Радио „България“ – програма на турски език, основен пакет сигнали                                        | композитор, изпълнител, тонрежисьор |
| 2023        | Радио „Фокус – основен пакет сигнали                                                                     | композитор, изпълнител, тонрежисьор |

| 2002 | „Море от любов“, БТВ       | композитор, изпълнител, тонрежисьор – фонова музика |
| 2003 | „Руска рулетка“, БНТ       | композитор, изпълнител, тонрежисьор                 |
| 2003 | „Господари на ефира“, NOVA | композитор, тонрежисьор                             |
| 2004 | „Залоаложи“, БНТ           | композитор, изпълнител, тонрежисьор                 |
| 2005 | „Имаш поща“, NOVA          | композитор, изпълнител, тонрежисьор                 |
| 2008 | „Великолепната 6-ка“, БТВ  | композитор                                          |
| 2008 | „Ясновидци“, БТВ           | композитор, изпълнител, тонрежисьор                 |

| 2004        | „Морска сол“, NOVA               | композитор, изпълнител, тонрежисьор |
| 2019        | All Inclusive, NOVA              | композитор, изпълнител, тонрежисьор |
| 2020 – 2022 | „Братя“, NOVA                    | композитор, изпълнител, тонрежисьор |
| 2022        | „Разказите на хижаря“, NOVA NEWS | композитор, изпълнител, тонрежисьор |

| 2009 | Ринг ТВ – пакет сигнали   | композитор, изпълнител, тонрежисьор |
| 2013 | Канал 3 – пакет сигнали   | композитор, изпълнител, тонрежисьор |
| 2017 | Max Sport – пакет сигнали | композитор, изпълнител, тонрежисьор |

| 2012 | „Аладин“, мюзикъл    | кмпозитор, аранжимент, продуцент  | Национален музикален театър – София |
| 2015 | „Грозното пате“      | композитор, аранжимент, продуцент | Модерен театър                      |
| 2016 | „Самодиви“, приказка | композитор, аранжимент            | ДТ „Търговище“                      |